# گادفری چشایر
گادفری چشایر (انگلیسی: Godfrey Cheshire III؛ زادهٔ ۳ ژوئن ۱۹۵۱) منتقد و نویسنده و روزنامه‌نگار اهل ایالات متحده آمریکا است. وی در تأسیس مجله تماشاگر رالی در سال ۱۹۷۸ نقشی اساسی داشت. وی مدتی تیز به عنوان رئیس حلقه منتقدان فیلم نیویورک فعال بود. وی در سال ۱۹۹۱ به نیویورک نقل مکان کرد و برای بسیاری از نشریات ملی و بین‌المللی از جمله نیویورک تایمز و ورایتی نوشت.
چشایر در سال ۲۰۰۱ و در سال ۲۰۰۵، سه جایزه بهترین نقد هنری را از انجمن روزنامه‌های خبری جایگزین دریافت کرد.

## کتاب‌ها
- گفت و گوهایی با عباس کیارستمی